# Cooking Mama 5 : Bon Appétit !
Cooking Mama 5 : Bon Appétit ! (クッキングママ5) est un jeu vidéo de simulation développé par Cooking Mama Limited et édité par Office Create, sorti en 2014 sur Nintendo 3DS.